# Krka (Slovenien)
 For alternative betydninger, se Krka. (Se også artikler, som begynder med Krka)
Krka er en slovensk flod, der løber gennem byen Novo Mesto.